# Pola Lindfeldówna
Pola Lindfeldówna (Pelagia, ur. 19 czerwca 1894 w Łodzi, zm. 6 kwietnia 1942 tamże) – rzeźbiarka, grafik. 

## Biogram
Córka Gustawa (Godela) (1861-1940), przemysłowca, i Rozalii (Ruchli) z Kwaśnerów (ok. 1866 - 1938), siostra Eugenii (ur. 21 maja 1892 r. w Łodzi), malarki. 
Prawdopodobnie w r. 1919 wyjechała na studia plastyczne do Berlina, później mieszkała w Wiesbaden i Paryżu. Brała udział w Międzynarodowej Wystawie Sztuki w Düsseldorfie (maj 1922) i odbywającym się równocześnie I Kongresie Postępowych Artystów. Wcześnie związała się z grupą Jung Idysz, brała udział w wystawach plastyki żydowskiej, m.in. w I Wystawie Żydowskiego Malarstwa i Rzeźby w Białymstoku (wrzesień 1919) i w wystawie „Salon futurystów” w Łodzi (1921).
Projektowała okładki i ilustracje do książek pisarzy żydowskich, m.in. tomiku poezji Mojżesza Brodersona i Icchaka Kacenelsona Improwizacjes (1919) i książki Chaima Króla Łojbn (1920). Wykonywała ilustracje linorytnicze do czasopism: „Jung Idysz” (1919), „Zdrój” (1919) i almanachu „Tańczący Ogień” (1920). Gdy zamieszkała w Paryżu uprawiała wyłącznie klasycyzującą rzeźbę. 
Na początku lat 30. XX w. przebywała w Palestynie.
Następnie wróciła do Polski, do Łodzi. Po długim pobycie za granicą, swoje rzeźby wystawiła wiosną 1936 r. w Łodzi, w Miejskiej Galerii Sztuki.
W 1937 r. mieszkała w Łodzi przy ul. Piotrkowskiej 189.
Po wybuchu II wojny światowej pozostała w Łodzi. 
Na początku 1940 r. została przymusowo przesiedlona do getta, które hitlerowcy po kilku miesiącach od napaści na Polskę 1 września 1939 r. podczas wojny i zajęcia Łodzi 8 września 1939 r. zorganizowali 8 lutego 1940 r. dla 240 000 Żydów z Łodzi i wielu innych miast Polski i Europy, w najbiedniejszej dzielnicy Łodzi – Bałuty i szczelnie odizolowali od miasta 30 kwietnia 1940 r.; getto było ogromnym obozem przymusowej pracy ale i eksterminacji.
Zmarła w getcie 6 kwietnia 1942 r. Pochowana na nowym Cmentarzu Żydowskim w Łodzi przy ul. Brackiej.